# Cierniosternik białoczelny
Cierniosternik białoczelny (Cypseloides storeri) – gatunek małego ptaka z rodziny jerzykowatych (Apodidae), podrodziny cierniosterników (Cypseloidinae). Występuje endemicznie w południowo-zachodnim Meksyku. Nie wyróżnia się podgatunków. Brak danych na temat statusu zagrożenia.

## Taksonomia
Gatunek opisany po raz pierwszy w roku 1992 na łamach „The Wilson Bulletin”. Holotyp (dorosły samiec) zebrany został 2 września 1983 roku, na wysokości 2500 m n.p.m. w Puerto del Gallo w stanie Guerrero w Meksyku. Nazwa gatunkowa upamiętnia Roberta W. Storera, który badał ptaki w stanach Guerrero i Michoacán w Meksyku.

## Morfologia
Długość dzioba wynosi 4,8 mm, skrzydła 135 mm, ogona 42,6 mm, zaś skoku 17,3 mm. Masa ciała, także u holotypu, wynosi 39,5 grama. Upierzenie większości w kolorze sepii. Jaśniejsze na spodzie ciała, ciemniejsze zaś w zgięciu skrzydeł i na sterówkach. Pióra na czole, bokach głowy, brodzie i części gardła posiadają białe zakończenia. Tęczówki brązowe. Nogi i stopy czarniawe.

## Zasięg występowania
Całkowity zasięg występowania szacowany jest na 86 200 km² i obejmuje południowo-zachodni Meksyk. Cierniosternik białoczelny spotykany jest na wysokości 1500–2500 m n.p.m. w górskich lasach i na obszarach skalistych.

## Status
Międzynarodowa Unia Ochrony Przyrody (IUCN) uznaje cierniosternika białoczelnego za gatunek niedostatecznie rozpoznany (DD, Data Deficient). W 2019 roku organizacja Partners in Flight szacowała liczebność populacji na poniżej 50 tysięcy dorosłych osobników. Trend liczebności nie jest znany.